# Обретенье (озеро)
Обретенье — озеро на северо-западе Тверской области, расположенное на территории Пеновского района.
Находится в западной части района в 44 км к северо-западу от районного центра, поселка Пено. Высота над уровнем моря — 234,9 метров. Длина озера около 1,3 км, ширина до 1 км. Площадь водной поверхности — 0,68 км². Из озера вытекает протока, впадающая в озеро Атальское. Площадь водосбора озера — 7,3 км². На Обретенье расположено несколько мелких островов.

## Данные водного реестра
По данным государственного водного реестра России относится к Верхневолжскому бассейновому округу, водохозяйственный участок реки — Волга от истока до Верхневолжского бейшлота, речной подбассейн реки — Волга до Рыбинского водохранилища. Речной бассейн реки — (Верхняя) Волга до Куйбышевского водохранилища (без бассейна Оки).
Код водного объекта в государственном водном реестре — 08010100111110000000292.